# Belforte (Gazzuolo)
Belforte è una frazione del comune di Gazzuolo, in provincia di Mantova. Ubicata lungo la riva destra dell'antico corso del fiume Oglio.

## Storia
Il villaggio di Belforte sorse nel 773 successivamente alla distruzione dell'antica città di Vegra da parte di Attila ubicata nelle vicinanze della via Cava romana. Dotato di mura e torri, durante il medioevo per alcuni secoli fu borgo franco.
Verso la fine del 1415 o nei primi mesi del 1416 Gianfrancesco Gonzaga fece distruggere il castello di Belforte, eretto nel 1180, per la presenza dei nemici Guelfi. In seguito Gianfrancesco Gonzaga cedette Belforte per 1000 ducati d'oro al conte Brasco de' Panicelli, il quale era uno dei suoi capitani.
Nel 1469 fu unito per la prima volta al comune di Gazzuolo, ma nel 1525 Belforte ottenne dai Gonzaga di ritornare ad essere comune autonomo.
Le numerose morti dovute alle pestilenze del XIV secolo, da cui si liberò nel 1577, segnarono il suo declino e portarono all'unione definitiva a Gazzuolo.

## Monumenti e luoghi d'interesse
- Chiesa di San Bartolomeo, parrocchiale; un primo edificio è attestato dal 1249. La chiesa attuale venne edficata lentamente nel corso del Seicento, e quella più antica venne demolita a lavori ultimati nel 1710[9][10]
- Oratorio di San Pietro, del X secolo
- Casa Bergamaschi ex Gonzaga-Pico, del XV secolo